# 善福寺 (神戸市長田区)
善福寺（ぜんぷくじ）は兵庫県神戸市長田区にある浄土真宗本願寺派（西）の仏教寺院。山号は一乗山（いちじょうざん）。
本尊は阿弥陀如来。身の丈約2尺7寸。17世紀の作とされる。
天正元年（1573年）甲斐国の武田信虎の子息、武田上野介信久公が、本願寺第11代門主・顕如上人に帰依し教祐という法名を賜り、摂津国八部郡二ツ茶屋村(現・神戸市中央区元町通5丁目)に小庵を建立したのを始まりとする。その後花熊村（現・中央区下山手通）への移転を経て昭和16年（1941年）より現在の地に遷る。

## 歴史
天正元年（1573年）に甲斐国の武田信虎の子息、武田上野介信久公が、本願寺第11代門主・顕如上人に帰依し「教祐」という法名を賜り、摂津国八部郡二ツ茶屋村に小庵を建立。
寛永16年（1639年）に本願寺第13代・良如上人により善福寺の寺号を授与される。往古境内で交易（市場）が行なわれていたことから「市場山」と号し、のちに「一乗山」と文字を改めて山号となる。
寛文元年（1661年）には二ツ茶屋村の人口の増加に伴い門徒数が増加。その内には廻船業者の者が数多くおり、船の出入ごとに銀百目ずつが善福寺のために積み立てられ本堂が完成した。善福寺ではこうした功労者に報いるため、それらの門徒の葬儀に際しては、家から墓地まで特別の行列をつくり、念仏を唱えながら送ったという。これを「善福寺の路念仏」といった。
明治4年（1871年）に鉄道敷設に際して八部郡花熊村（現・神戸市中央区下山手通）に移転。
本願寺より真向ノ祖師聖人御影を授与されるなど特別の待遇を受けるが、明治41年（1908年）より本願寺の直轄管理下に入る。

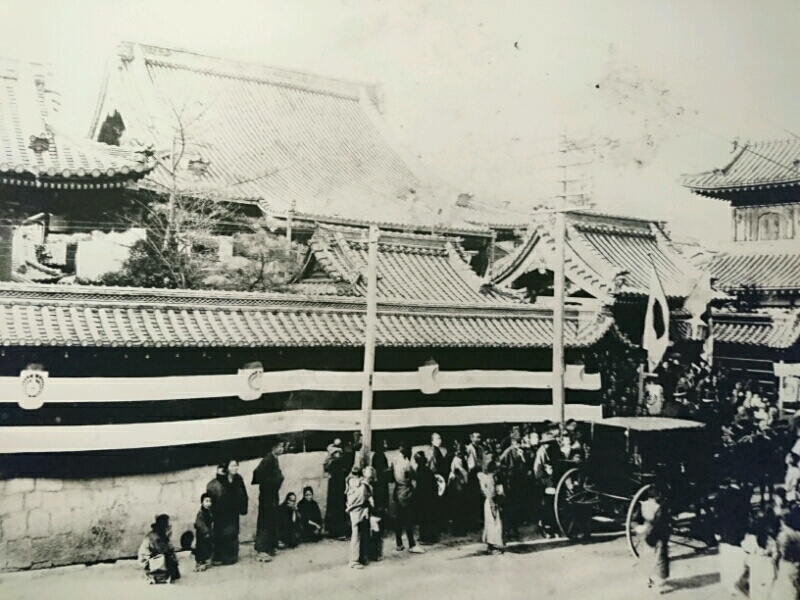
明治・大正期の善福寺（下山手通）

大正6年（1917年）に出処不明の火災により本堂が全焼。本願寺の主導により昭和5年（1930年）に日本初（築地本願寺より4年早い）のインド仏教様式・鉄筋コンクリート造の大寺院が建立された。
その後、土地建物を本願寺へと明け渡すこととなり、昭和16年（1941年）に善福寺は林田区（現・長田区）御船通へと移転した。
昭和52年（1977年）には本堂の建て替えが行われ、鉄筋コンクリート造の現本堂が完成した。

## 年表
- 天正元年（1573年） - 甲斐国の武田信虎の四男、武田上野介信久公が、摂津国八部郡二ツ茶屋村市場に小庵を建立。
- 寛永16年（1639年） - 本願寺第13代良如上人に善福寺の寺号を授与される。
- 寛文元年（1661年） - 本堂建立。
- 天和3年（1681年） - 惣門建立。
- 天保8年（1837年） - 土蔵焼失。
- 明治4年（1871年） - 鉄道敷設（現・東海道本線）に際し花熊村（現・神戸市中央区下山手通）へ移転。
- 明治19年（1886年） - 本願寺より真向ノ祖師聖人御影を授与される。
- 明治41年（1908年） - 別格別院善福寺となる。特命住職として大谷尊由が晋山。
- 大正6年（1917年） - 火災により木造瓦葺きの本堂が焼失。翌年から復興に着手。
- 昭和5年（1930年）-　インド様式、鉄筋コンクリート造の本堂が落成。
- 昭和16年（1941年） – 現在の地にて再興。
- 昭和52年（1977年） - 老朽化により本堂・庫裡を改築。
- 平成17年（2005年） - 老朽化のため山門を改築。

## 交通・アクセス
電車
- 神戸高速鉄道東西線　西代駅から徒歩7分
- 神戸高速鉄道東西線　高速長田駅から徒歩8分
- 神戸市営地下鉄山手線　長田駅から徒歩8分

バス
- 神戸市営バス　大道通３丁目バス停から徒歩3分

車
- 阪神高速31号神戸山手線　神戸長田出入口から車で1分
- 阪神高速3号神戸線　湊川出入口から車で10分